# Comisión Antiviolencia
En España, la Comisión Estatal contra la violencia, el racismo, la xenofobia y la intolerancia en el deporte, hasta 2007, la Comisión Nacional contra la Violencia en los Espectáculos Deportivos y conocida en la prensa española y popularmente como la Comisión Antiviolencia o simplemente como Antiviolencia, creada por el Real Decreto 748/2008, aunque prevista en la Ley del Deporte, de 1992, tiene entre sus cometidos, los de desarrollar «un papel muy activo y relevante en materia de prevención de la violencia asociada al deporte». Entre sus competencias más directas, se encuentran las de proponer expedientes sancionadores y declarar los encuentros deportivos de alto riesgo.
Compuesta por «representantes de las diferentes Administraciones Públicas, Federaciones deportivas españolas o ligas profesionales más directamente afectadas, así como por personas de reconocido prestigio en el ámbito del deporte y la seguridad», fue creada para cumplir las exigencias del «Convenio europeo sobre la violencia e irrupciones de espectadores con motivo de manifestaciones deportivas, y especialmente partidos de fútbol», aprobado en Estrasburgo el 19 de agosto de 1985.